# Bahnhof Noboribetsu
Der Bahnhof Noboribetsu (jap. 登別駅, Noboribetsu-eki) ist ein Bahnhof auf der japanischen Insel Hokkaidō. Er befindet sich in der Unterpräfektur Iburi auf dem Gebiet der Stadt Noboribetsu.

## Verbindungen

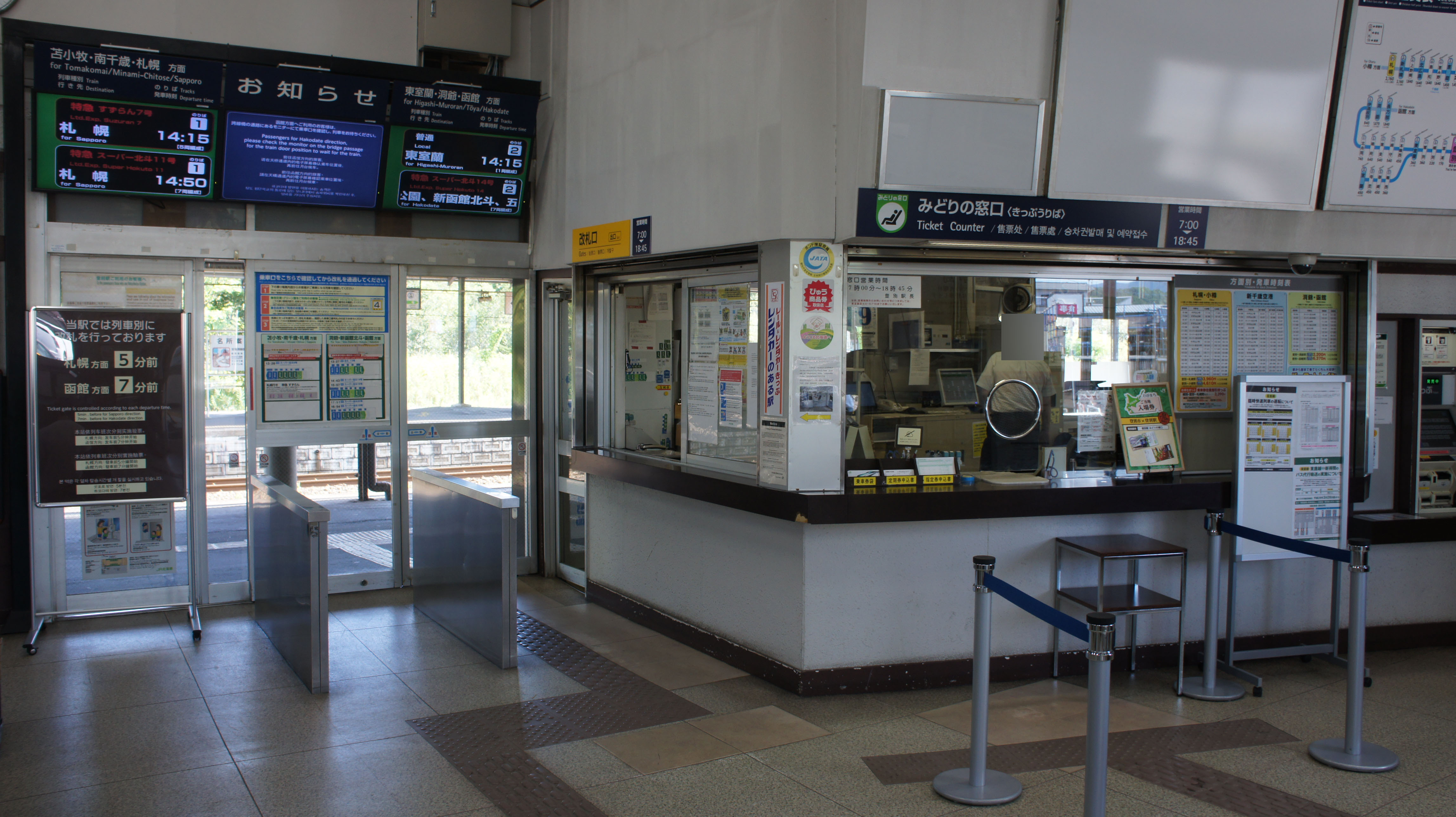
Ticketschalter (September 2017)

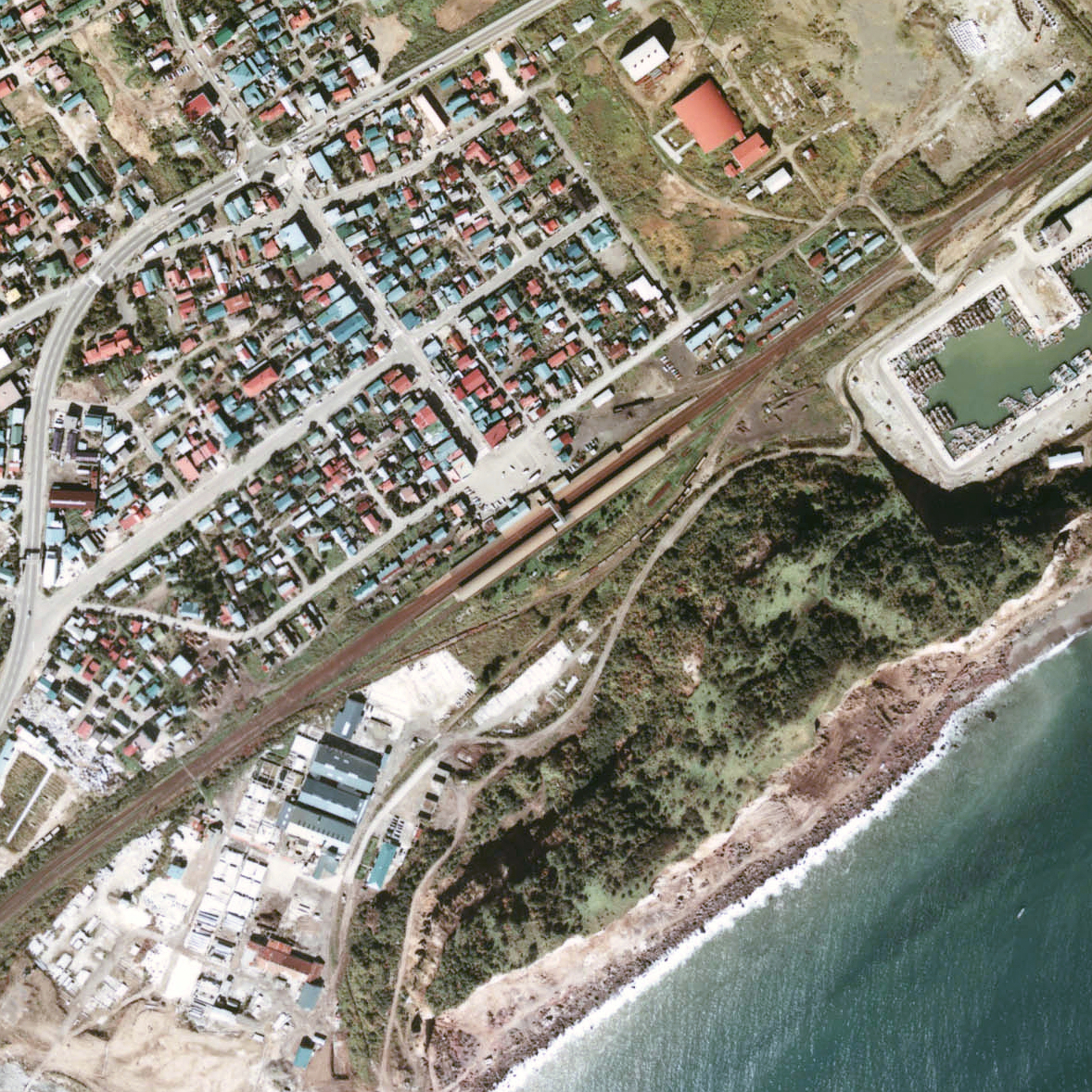
Luftansicht (1976)

Noboribetsu ist ein Zwischenbahnhof und früherer Trennungsbahnhof an der Muroran-Hauptlinie, die von der Gesellschaft JR Hokkaido betrieben wird. Sie führt von Iwamizawa nach Muroran und Oshamambe. In Noboribetsu halten vereinzelt die dieselbetriebenen Schnellzüge Super Hokuto und Hokuto, die zwischen Sapporo und Hakodate verkehren, sowie ergänzend dazu die elektrischen Suzuran-Schnellzüge von Sapporo nach Muroran. Regionalzüge verkehren alle ein bis zwei Stunden zwischen Tomakomai und Higashi-Muroran. Vor dem Bahnhof halten Buslinien der Gesellschaft Dōnan Bus.

## Anlage
Der Bahnhof liegt in der Nähe des Hafens im Stadtteil Minato-chō und ist von Südwesten nach Nordosten ausgerichtet. Er besitzt sieben Gleise, von denen drei dem Personenverkehr dienen. Sie liegen am Hausbahnsteig und an einem überdachten Mittelbahnsteig, der durch eine gedeckte Überführung mit dem Empfangsgebäude an der Nordwestseite der Anlage verbunden ist. Nordöstlich des Bahnhofs steht ein kleines Depot zum Abstellen von Bahndienstfahrzeugen.

## Geschichte
Die Bergbau- und Bahngesellschaft Hokkaidō Tankō Tetsudō eröffnete den Bahnhof am 1. August 1892, zusammen mit dem Abschnitt zwischen Iwamizawa und Higashi-Muroran. Wegen Hochwasserschäden musste das Bahnhofsgebäude fünf Jahre später neu gebaut werden. Nach der Verstaatlichung der Hokkaidō Tankō Tetsudō am 1. Oktober 1906 war das Eisenbahnamt (das spätere Eisenbahnministerium) zuständig.
Eine lokale Gesellschaft, die Noboribetsu Onsen Kidō, eröffnete am 1. Dezember 1915 eine Kleinbahn zum Noboribetsu-Onsen. Sie war 8,6 km lang, hatte eine Spurweite von 762 mm und wurde zunächst von Pferden gezogen. 1918 stellte man die Bahn auf Dampfbetrieb und 1925 auf elektrischen Betrieb um. Bereits am 15. Oktober 1933 wurde sie stillgelegt und durch eine Buslinie ersetzt.
Aus Kostengründen stellte die Japanische Staatsbahn am 15. Mai 1980 den Güterumschlag ein, am 1. Februar 1984 auch die Gepäckaufgabe. Im Rahmen der Staatsbahnprivatisierung ging der Bahnhof am 1. April 1987 in den Besitz der neuen Gesellschaft JR Hokkaido über.